# Hakuhodo
Hakuhodo Inc. (株式会社博報堂 Kabushiki-gaisha Hakuhōdō?) es una agencia de publicidad y relaciones públicas japonesa, propiedad de Hakuhodo DY Holdings. Tiene su sede en Akasaka Biz Tower en Akasaka, Minato, Tokio.

## Historia
Hakuhodo es una de las agencias de publicidad más antiguas de Japón y fue fundada por Hironao Seki en Nihonbashi-Honshiroganecho, Tokio, como corredor de espacios publicitarios y distribuidor mayorista de revistas educativas en octubre de 1895.
En 1910, la empresa salió de su oscuridad al contratar la colocación de anuncios en primera plana en los periódicos. Su crecimiento durante las siguientes décadas provino de:
- 1937 a 1944: creció absorbiendo otras agencias.
- 1951: crean un departamento de publicidad radiofónica
- 1953: un grupo de televisión.

En 1996, Hakuhodo cofundó el Consorcio DAC, un grupo consolidado de actores mediáticos globales japoneses que invierten en innovación digital.
En 2000, Hakuhodo creó la empresa conjunta Hakuhodo-Percept con la agencia india Percept para apuntar al mercado publicitario indio. En diciembre de 2002, Hakuhodo lanzó la primera campaña publicitaria en la que los miembros de la familia Beckham aparecían juntos (mostrada en vallas publicitarias en Tokio).
En octubre de 2003, la empresa pasó a formar parte de Hakuhodo DY Holdings tras fusionarse con otras empresas. Hakuhodo DY Holdings lanzó una empresa única de medios y entretenimiento, Hakuhodo DY Media Partners Inc., en 2003. En febrero de 2009, Hakuhodo anunció una asociación con la firma estadounidense de relaciones públicas globales Ketchum.
Hakuhodo adquirió las empresas estadounidenses SYPartners LLC y Red Peak Group LLC en mayo de 2014, la empresa de marketing Digital Kitchen con sede en EE. UU. en junio de 2015, la agencia creativa Sid Lee con sede en Montreal en julio de 2015 y la agencia Integrated Communications Group con sede en Singapur (ICG) en febrero de 2017. La empresa japonesa compró el 30% de IDEO, con sede en Palo Alto, en febrero de 2016.

## Premios y reconocimientos
- 1993: Gran Premio en el Festival Internacional de la Creatividad Cannes Lions por Hungry? (cliente: Cup Noodles)
- 2007: León de Plata en el Festival Internacional de la Creatividad Cannes Lions por Humanity (cliente: Toyota)[15]
- 2018: León de Plata en el Festival Internacional de la Creatividad Cannes Lions por Long Long Man (cliente: UHA Mikakuto)[16]